# San Pablo Autopan
San Pablo Autopan – miasto w Meksyku, w stanie Meksyk.